# Sancousy
Sancousy, membre des Natchez de Louisiane, est un héros de la révolte afro-indienne lancée contre la politique esclavagiste des Français, au XVIIIe siècle.
En 1727, il décide de fuir l'asservissement. Il rencontre une communauté d'une dizaine d'esclaves africains ayant marroné. Les rebelles sont armés de 11 mousquets et multiplient les razzias dans l'enclave française de Natanapalle pour ramener armes, munitions et nourriture.